# Amegilla dohertyi
Amegilla dohertyi är en biart som först beskrevs av Giovanni Gribodo 1894.
Amegilla dohertyi ingår i släktet Amegilla och familjen långtungebin. Inga underarter finns listade i Catalogue of Life.